# Belletristik
Belletristik ist im Buchhandel fiktionale Unterhaltungsliteratur in ihren verschiedenen Formen, wie beispielsweise die literarischen Genres Roman und Erzählung.
Belletristik ging aus dem Buchhandelssegment der Belles Lettres (frz. „schöne Literatur“) hervor. Im 17. Jahrhundert entstand sie zwischen dem Markt gelehrter Fachliteratur der Wissenschaften und dem Markt günstiger, zumeist sehr grob ausgestatteter Bücher für das „einfache Volk“ (→ Volksbuch). Im heutigen Sinn hat sich Belletristik als ökonomisches Konzept des Buchhandels für Unterhaltung ausgebildet. Das kulturelle Konzept für Literatur ist dagegen weiter gefasst.

## Wortgeschichte
Aus dem französischen Ausdruck Belles Lettres entstand im Deutschen der Gallizismus Belletristik. Im heutigen Französisch existiert dagegen kein Begriff, der mit dem im deutschsprachigen Raum (auch fachsprachlich) gebräuchlichen „Belletristik“ absolut bedeutungsgleich wäre. Vielmehr kommen dort – je nach Zusammenhang – die folgenden drei Begriffe zur Anwendung:
- fiction (überwiegend[2]; im Deutschen in einer nahezu identischen Bedeutung verwendet, vgl. Fiktion) oder
- littérature générale[3] (wörtlich übersetzt: ‚Allgemeinliteratur‘) und
- im historischen Kontext nach wie vor belles-lettres

## Entwicklung
Seit der Wende ins 18. Jahrhundert umfasste die Belletristik ein breites Spektrum an Genres für Leser mit Geschmack, die weniger an Fachgelehrsamkeit interessiert waren als an den modernen und eleganten Publikationen nach französischer Mode, wie sie damals in ganz Europa gelesen wurden. So charakterisiert Goethe in den Leiden des jungen Werthers (1774) eine Romanfigur mit abfälligem Unterton: „… doch an gründlicher Gelehrsamkeit mangelt es ihm, wie all den Bellettristen“. Aktuelle politische Memoires, Romane, Journale, Poesie und Klassiker der Antike in modernen Übersetzungen standen im Zentrum des Begriffsfeldes.
Im Lauf des 18. Jahrhunderts kam der Begriff der Belles Lettres auf dem deutschen Buchmarkt aus der Mode. Deutschsprachige Alternativbegriffe setzten sich durch. Man sprach von galanten Wissenschaften um 1700, schönen Wissenschaften Mitte des 18. Jahrhunderts, schöner Literatur auf dem Weg ins 20. Jahrhundert. Mit diesen aufeinanderfolgenden Begriffsbildungen verengte sich das Gattungsspektrum Schritt für Schritt auf Dramen, Romane und Gedichte, den Kernbestand der poetischen Nationalliteratur.

## Heutige Verwendung
Die Begriffsverengung der schönen Literatur auf die poetische Nationalliteratur wurde besonders vehement im deutschen Sprachraum durchgesetzt. Dies dürfte dafür verantwortlich sein, dass der deutschsprachige Buchhandel die alte Begriffsbildung überleben ließ, um auf dem internationalen Markt deutsche Literatur noch benennen und somit wiedererkennen zu können.
Die Belletristik umfasst noch heute weitgehend das Spektrum, das die Belles Lettres im frühen 18. Jahrhundert bezeichneten: Memoiren, populärwissenschaftliche Bücher, Romane, also das gesamte Feld, aus dem die Nationalliteraturen innerhalb des internationalen Massenmarktes entstanden.
Heute wird der Begriff der Belletristik oft für reine Unterhaltungsliteratur gebraucht. Im deutschsprachigen Buchmarkt wird der Begriff Belletristik seit Mitte des 20. Jahrhunderts auch synonym zum im englischsprachigen Raum üblichen Terminus Fiction (auf Fiktion basierende Literatur) als Gegensatz zu Nonfiction (Sachbuch) verwendet.
Anders als die Literatur ist die Verwendung des Worts Belletristik auf den Buchhandelsbereich beschränkt. So gibt es zwar Literaturkritiker, aber keine Belletristikkritiker, es gibt eine Literaturwissenschaft, aber keine Belletristikwissenschaft.

## Buchgenres (Bücherkategorien)
Zur Belletristik (fiktionale Literatur) zählen folgende Buchgenres:
- Liebesroman
- Familienroman
- Gesellschaftsroman
- Historischer Roman
- Entwicklungsroman
- Reiseroman
- Kriminalroman
- Thriller
- Horror
- Fantasy
- Science Fiction

Im Gegensatz zur fiktionalen Literatur (Belletristik) steht die nichtfiktionale Literatur (Sachbuch, Fachbuch, Ratgeber, Biografie).
Die Buchgenres Tatsachenroman und Autobiografischer Roman können als Mischung von fiktionaler und nichtfiktionaler Literatur betrachtet werden.

## Marktsegment Belletristik
Der deutsche Buchhandel erwirtschaftete 2019 einen Gesamtumsatz von 9,291 Milliarden Euro. Die Sparte Belletristik hat daran den größten Anteil von 30,9 %. Die anderen Kategorien sind Kinder- und Jugendbücher, Reise, Ratgeber, Geisteswissenschaften-Kunst-Musik, Naturwissenschaften-Medizin-Informatik-Technik, Sozialwissenschaften-Recht-Wirtschaft, Schule-Lernen und Sachbuch. Im Jahr 2013 kamen 15.610 belletristische Neuerscheinungen als Erstauflage auf den Markt.
Die Marktanteile innerhalb der Warengruppe Belletristik verteilten sich im Jahre 2018 in den Unterwarengruppen folgendermaßen:
- Erzählende Literatur: 51,3 %
- Spannung (Krimi, Thriller, Horror): 24,6 %
- Comic, Cartoon, Humor, Satire: 8,6 %
- Geschenkbücher: 8,4 %
- Science-Fiction, Fantasy: 5,2 %
- Lyrik, Dramatik: 1,3 %
- Zweisprachige Ausgaben: 0,4 %
- Gemischte Anthologien: 0,3 %